# Liste der Naturdenkmale in Eisenschmitt
Die Liste der Naturdenkmale in Eisenschmitt nennt die im Gemeindegebiet von Eisenschmitt ausgewiesenen Naturdenkmale (Stand 11. März 2024).

## Ehemalige Naturdenkmale
| Nr. | Bezeichnung        | Lage                               | Beschreibung                                          | Bild                                    |
| --- | ------------------ | ---------------------------------- | ----------------------------------------------------- | --------------------------------------- |
|     | Fünf Silberpappeln | Hauptstraße, hinter Nr. 22/24 Lage | Populus alba; fünf Bäume; Rechtsverordnung aufgehoben | Direkt Bild zu diesem Denkmal hochladen |